# Slipstream (videojuego de 2017)
Slipstream es un videojuego shoot 'em up desarrollado por Psytronik Software y publicado por Bauknecht Software para Commodore 16 y Commodore 64. Fue lanzado el 25 de febrero de 2017.

## Sinopsis
En el año 14634, los habitantes del sistema Omikron construyeron un sistema de blindaje para proteger sus planetas de origen de las lluvias de asteroides que azotaban regularmente su mundo. Algo salió mal. Un estallido de energía detectado cerca de la estación de protección hizo que los robots que defendían el sistema funcionaran mal. Los robots comenzaron a clasificar planetas enteros en sistemas estelares cercanos como asteroides y comenzaron a atacarlos. Era solo cuestión de tiempo antes de que comenzaran a atacar mundos habitados.
La nave estelar Slipstream se construyó como una forma de detener a los robots.

## Jugabilidad
Slipstream es un juego de disparos y persecución con gráficos poligonales en 3D. Se tiene que atrapar a los enemigos en el cuadro de objetivos, que luego se fija en él, y un misil se dispara automáticamente desde la nave.
Hay dos formas de controlar la acción. Se puede mover el cuadro de orientación o la nave. En el primer puerto del joystick, las direcciones mueven el cuadro de orientación (tu nave sigue lentamente su movimiento), y cuando se mantiene presionado el botón de disparo, se puede mover directamente la nave en su lugar. En el segundo puerto de joystick, esto se invierte. Ambos puertos de joystick se pueden usar simultáneamente, para mejores controles.

## Recepción
BoredDogGames de Retro Video Gamer escribió: "El estándar general de pulido en Slipstream es impresionante. Es un festín de audio y visual que, a pesar de las limitaciones de hardware que quitan algo de brillo, finalmente se ve defraudado por el juego repetitivo y el diseño de nivel de una sola nota. Sin embargo, si está buscando algo para impresionar a sus amigos amantes del C64 o jugar en ráfagas rápidas, no puede equivocarse demasiado con esto".